# Association des zoos et aquariums (Océanie)
Ne doit pas être confondu avec Association des zoos et aquariums (Amérique du Nord).
L'Association des zoos et aquariums, en anglais Zoo and Aquarium Association (ZAA), anciennement connue comme l'Association australasienne régionale des parcs zoologiques et aquariums (ARAZPA), est une association d'établissements zoologiques créée en 1990 « afin de faire le lien entre les zoos et les aquariums de l'Australie, de la Nouvelle-Zélande et des îles du Pacifique, dans un réseau coopératif régional pour la conservation de la faune ».
L'organisation est basée à Sydney, capitale de l’État de Nouvelle-Galles du Sud, en Australie.
En 2016, elle compte 100 membres, dont 71 membres australiens, 25 membres néozélandais, 2 membres singapourien, 1 membre papouasien et 1 membre polynésien français.

## Conservation de la faune
En suivant le programme de management des espèces australasiennes de la ZAA les institutions membres coopèrent afin de gérer les populations animales qu'ils détiennent de manière à améliorer leur durabilité et leur valeur génétique pour la conservation.
Le fonds de conservation de la ZAA offre un financement à des projets qui visent à protéger et à conserver les espèces menacées en milieu sauvage.
La ZAA organise aussi des ateliers, des rencontres et des conférences pour les spécialistes des zoos et des aquariums.
Grâce à ses groupes de conseil spécialisés, la ZAA gère des réseaux rassemblant plus de 500 spécialistes de zoos et d'aquariums dans des domaines tels que la recherche sur la faune sauvages, la science vétérinaire, l'éducation à l'environnement et l'horticulture. Ces réseaux développent et partagent des ressources et développent des initiatives à l'échelle de l'Océanie dans la conservation de la nature et l'éducation à l'environnement.

## Renforcement des capacités pour les zoos et les aquariums
La ZAA publie des actualités, des lignes directrices et des plans de gestion pour les zoos et les aquariums.
À travers le programme d'accréditation de la ZAA, des normes pour le fonctionnement de zoos et d'aquariums destinés à la conservation ont été développées et un programme visant à évaluer ces établissements, et à aider les membres à mettre en œuvre ces normes, a été lancé.

## Gouvernance et opérations
La ZAA est dirigé par un conseil d'administration élu par les membres. Son siège social est situé à Sydney, en Australie, au sein du Zoo de Taronga. La branche néozélandaise de la ZAA siège sur l'Île du Nord, au Zoo d'Auckland.

## ZAAQ
La branche queenslandaise de la ZAA est connue sous le nom de ZAAQ, elle a été formée après la fusion de l'Association des parcs et de la faune sauvage du Queensland (QWPA) et de l'Association régionale australasienne des parcs zoologiques et aquariums, en 2003. Elle possède son propre programme de gestion des espèces (QSMP).
L'actuel comité de gestion de la ZAAQ se compose de :
- Président : Al Mucci (Dreamworld)
- Vice-Président : Michael O'Brien (Zoo Tropical de Cairns)
- Secrétaire : Kelsey Mostyn (Australia Zoo)
- Trésorier : Matt Hingley (Currumbin Wildlife Sanctuary)
- Membre du comité : Adam Northam (David Fleay Wildlife Park).

## Adhésion
La ZAA offre différentes options d'adhésion :

### Adhésion institutionnelle
La ZAA propose quatre types d'adhésion institutionnelle :
- Membre permanent : exige une inspection et l'approbation du conseil.
- Membre associé
- Membre entrepreneurial

### Adhésion individuelle
- Membre permanent : exige dêtre employé par un zoo ou un aquarium
- Membre associé